# Savigno
Savigno este o comună în Provincia Bologna, Italia. În 2011 avea o populație de 2729 de locuitori.

## Demografie
Date: Wikidata - grafică realizată de Wikipedia